# Mimoclystia tepescens
Mimoclystia tepescens là một loài bướm đêm trong họ Geometridae.